# Parafia Matki Bożej Częstochowskiej w Mociewiczach
Parafia Matki Bożej Częstochowskiej w Mociewiczach – rzymskokatolicka parafia znajdująca się w diecezji grodzieńskiej, w dekanacie Lida, na Białorusi.

## Historia
Przed II wojną światową Mociewicze należały do parafii Wniebowzięcia Najświętszej Maryi Panny w Żołudku.
Parafię erygował biskup grodzieński Aleksander Kaszkiewicz w 1992. W 1993 przebudowano na kościół budynek dawnego klubu wiejskiego. 26 sierpnia 1997 został on konsekrowany.